# نادي إيرميس أراديبو
نادي إيرميس أراديبو لكرة القدم (Ermis Aradippou) هو نادي كرة قدم قبرصي يقع مقره في أراديبو، وهي مستوطنة على مشارف مدينة لارنكا. يلعب النادي حاليا في الدوري القبرصي الدرجة الأولى، الدوري الأعلى لكرة القدم القبرصية. تأسس النادي في عام 1958 وفاز بكأس السوبر القبرصي في عام 2014. يتنافس نادي إرميس منذ زمن طويلة مع النادي المجاورة أومونيا.

## وصلات خارجية
- الموقع الرسمي